# Матата очеретяна
Мата́та очеретяна (Poodytes albolimbatus) — вид горобцеподібних птахів родини кобилочкових (Locustellidae). Ендемік Нової Гвінеї.

## Опис
Довжина птаха становить 15 см. Забарвлення переважно коричневе, смугасте. Тім'я і надхвістя яскраво-оранжево-коричневі, над очима білі "брови", нижня частина тіла білувата, третьорядні махові пера мають білі края. Хвіст довгий, східчастий.

## Поширення і екологія
Очеретяні матати мешкають в регіоні Транс-Флай на півдні Нової Гвінеї, зокрема в Національному парку Васур та в долинах річок Бенсбах і Флай. Вони живуть в очеретяних заростях у водно-болотних угіддях.

## Збереження
МСОП класифікує цей вид як вразливий. За оцінками дослідників, популяція очеретяних матат становить від 1500 до 7000 дорослих птахів. Ім загрожує знищення природного середовища, зокрема пов'язане з інтродукованими дикими свинями і оленями Rusa timorensis.